# Кеті Хан
Кеті Хан (англ. Katie Khan) — британська письменниця-фантастка. Креативний директор у The Novelry, всесвітній школі онлайн-письма.
Народилася та проживає в Лондоні.
Працювала у кіноіндустрії та на телебаченні 15 років, у тому числі 4 роки — керівником відділу цифрових технологій у Paramount Pictures і 5 років у Warner Bros., займаючись, зокрема, виробництвом фільмів «Фантастичні звірі: Злочини Ґріндельвальда» та «Аквамен і загублене королівство».
Потрапила в список видатних осіб молодше сорока років, які працюють в Європейському кінематографі та CineEurope. Одна з 50 найвпливовіших людей у маркетингу соціальних медіа Великої Британії за версією The Drum (2015 рік).
Працювала на BBC, Channel 4. Писала редакційні статті для таких брендів, як Ben & Jerry's і Coca-Cola. Співробітничала з Universal Pictures, StudioCanal, Lionsgate, Picturehouse Cinemas і BAFTA.
Є авторкою двох романтично-фантастичних романів. Книга «Затримай зорі» (англ. Hold Back the Stars, 2017) присвячена молодій парі, яка зазнала аварії космічного корабля й має в балонах для дихання повітря на 90 хвилин; фатальні миті падіння перериваються спогадами про минуле життя в утопічній Європі. Другий роман «Світло між нами» (англ. The Light Between Us, 2018) присвячений історії нерозділеного кохання та жіночої дружби на фоні подорожі в часі.